# Thomas Cajetanus

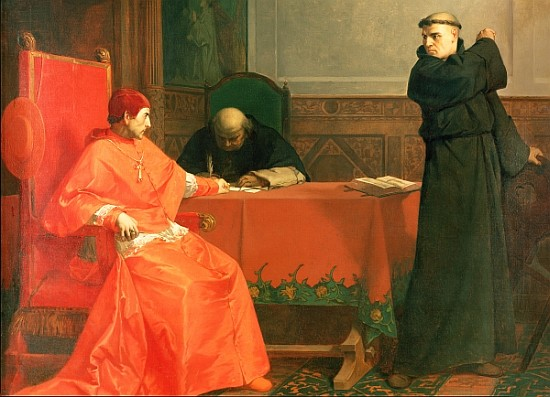
Maarten Luther en Thomas Cajetanus, door Ferdinand Pauwels

Thomas de Vio (Gaeta, 20 februari 1468- 9 of 10 augustus 1534) was een Italiaanse theoloog, filosoof en prelaat. Hij behoorde tot de orde der dominicanen. Zijn bijnaam Cajetanus stamt van zijn geboorteplaats Gaeta.

## Levensloop
In 1484 trad Thomas in bij de dominicanen. Al jong doceerde hij te Padua, Brescia en Pavia. In 1500 kwam hij naar Rome waar hij procurator van zijn orde werd en hoogleraar aan de Universiteit La Sapienza. Van 1508 tot 1518 was Thomas de Vio magister-generaal van de dominicanen. Hij werd in 1517 tot kardinaal benoemd, en was sindsdien bekend als Cajetanus. Zijn titelkerk in Rome was de San Sisto Vecchio; later in zijn leven werd zijn titelkerk de Santa Prassede.
Hij genoot grote bekendheid door zijn vernieuwende en zeer uitgebreide commentaar (1507-1520) op de werken van Thomas van Aquino. Cajetanus' commentaar werd voor lange tijd een standaardwerk. Men beschouwt het als het feitelijk vertrekpunt van het thomisme.
In 1512 nam hij deel aan een debat van juristen en theologen in Burgos over de rechtvaardiging van de onderwerping en gedwongen kerstening van Zuid-Amerika. Hij verdedigde daar het standpunt van zijn Orde, dat oorlog een onaanvaardbaar middel is voor de verbreiding van het geloof.
Cajetanus was een van de eerste niet-humanistische tegenstanders van Maarten Luther (1483-1546). Hij discussieerde met hem in 1518 tijdens het godsdienstgesprek in het Damenhof van het Fuggerhuis (Augsburg) te Augsburg. Verder is hij bekend om zijn polemiek met de Parijse conciliaristen, de voorstanders van een nieuw concilie dat boven of naast de paus zou komen te staan. Met name stond hij tegenover Jacques Almain (circa 1480-1515), na het conciliabilium van Pisa van 1511, dat niet erkend werd door paus Julius II.
Later werd hij aartsbisschop van Palermo (1518-1519) en bisschop van Gaeta met de eretitel aartsbisschop van Gaeta (1519-1534).

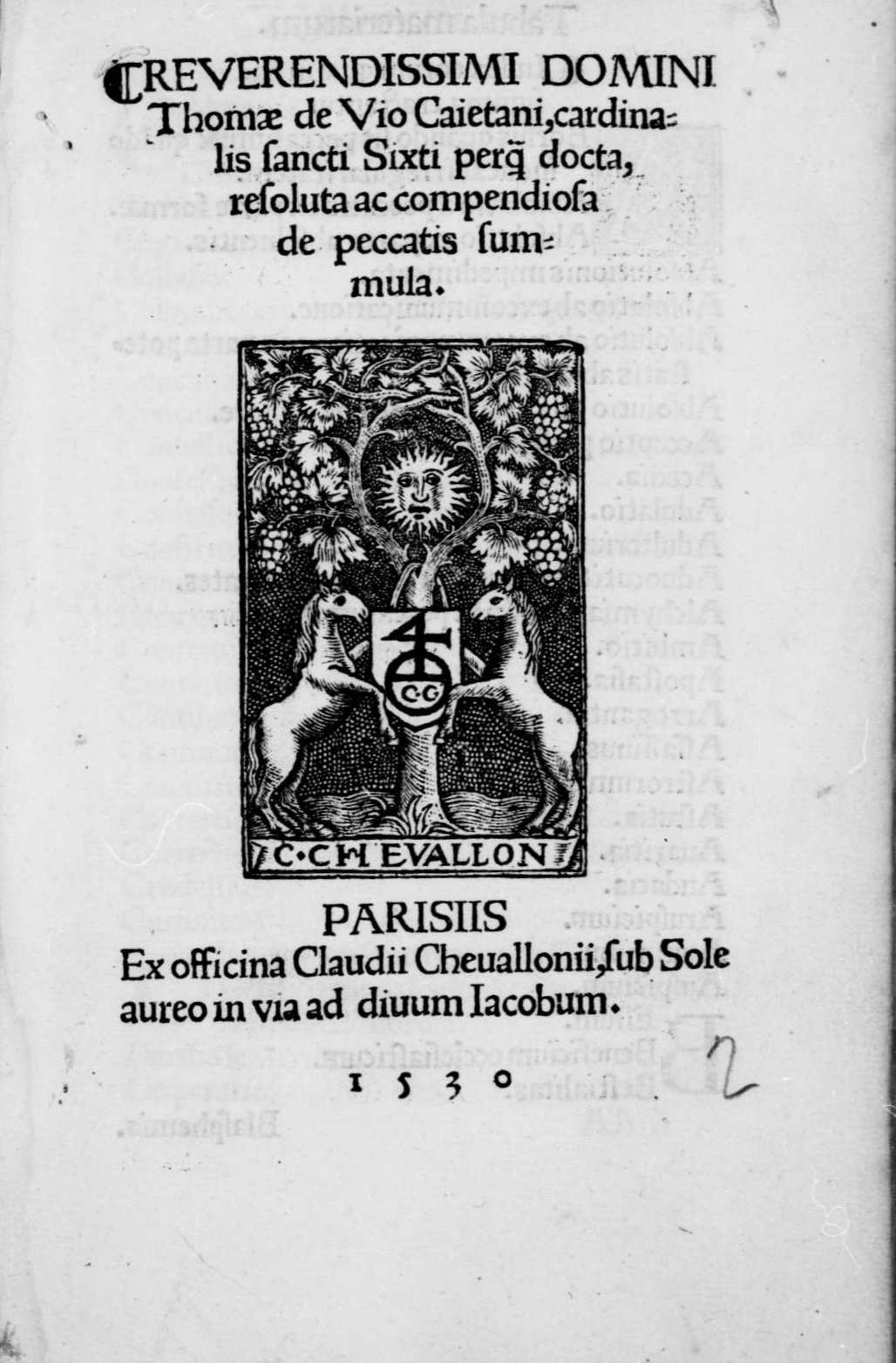
Summula Caietani, 1530
Opuscula omnia, 1596

- Biblioteca Nacional de España: XX1141789
- Bibliothèque nationale de France: cb11987560f (data)
- Catàleg d'autoritats de noms i títols de Catalunya: 981058515334306706
- CiNii: DA01867182
- Digitale Bibliotheek voor de Nederlandse Letteren: caje001
- Gemeinsame Normdatei: 118518348
- International Standard Name Identifier: 0000 0001 1875 8416
- Library of Congress Control Number: n84106739
- Nationale Bibliotheek van Tsjechië: uk2005272017
- Nationale Bibliotheek van Israël: 987007259219705171
- Nederlandse Thesaurus van Auteursnamen: 069403643
- Istituto Centrale per il Catalogo Unico: SBLV131870
- LIBRIS: 180860
- SNAC: w6514d23
- Système universitaire de documentation: 027940705
- Trove: 1283735
- Virtual International Authority File: 49196005
- WorldCat: E39PBJg4htbpv8tKwMMtBxkdQq